# Tätborstdvärgfoting
Tätborstdvärgfoting (Scutigerella causeyae) är en mångfotingart som beskrevs av Michelbacher 1942. Tätborstdvärgfoting ingår i släktet norddvärgfotingar, och familjen snabbdvärgfotingar. Arten är reproducerande i Sverige. Inga underarter finns listade i Catalogue of Life.